# Conduite en hiver
 (décembre 2016).
Si vous disposez d'ouvrages ou d'articles de référence ou si vous connaissez des sites web de qualité traitant du thème abordé ici, merci de compléter l'article en donnant les références utiles à sa vérifiabilité et en les liant à la section « Notes et références ».

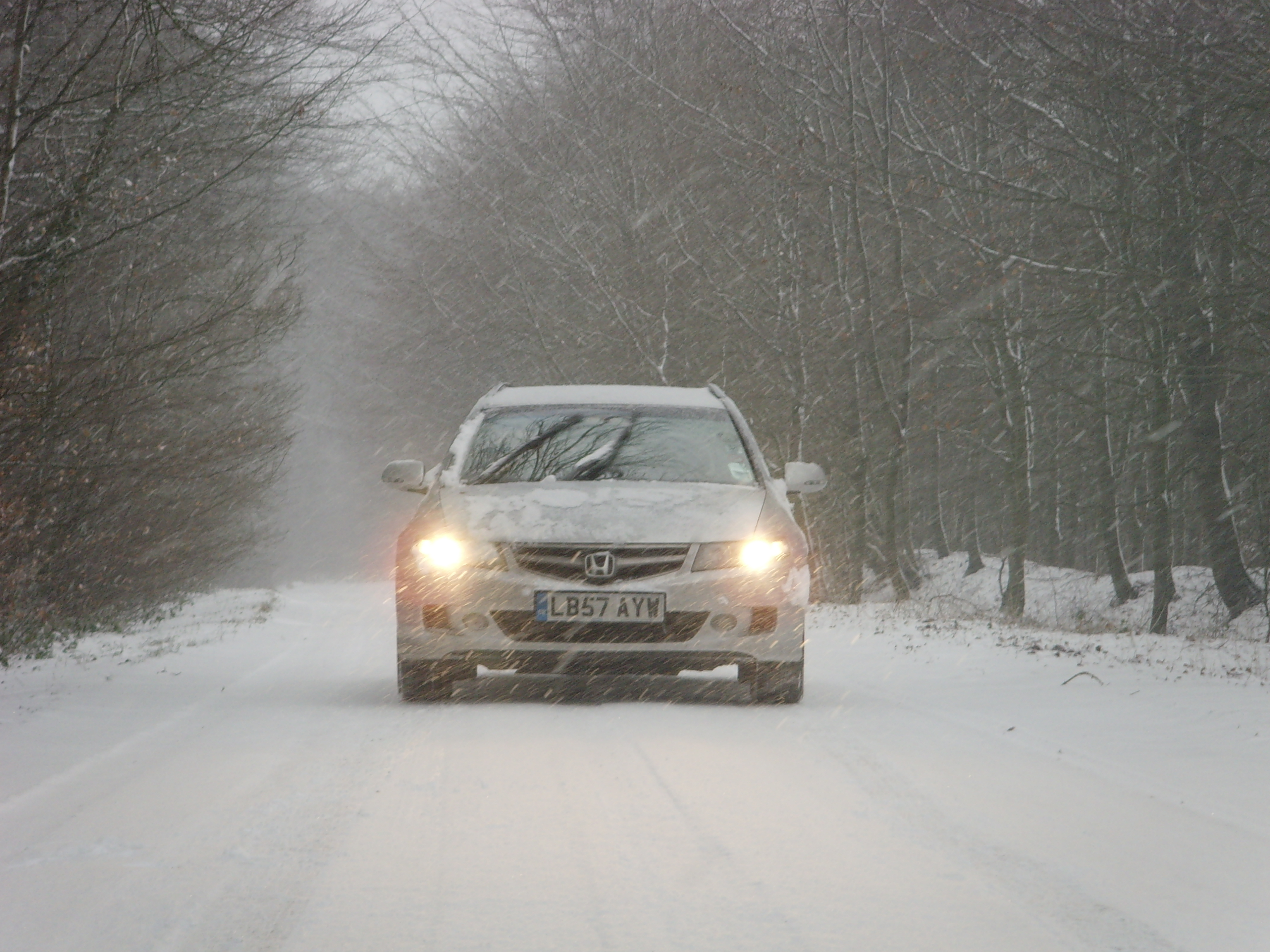
Une voiture automobile Honda Accord en marche sur une route en pleine tempête de neige.

La conduite en hiver est l'ensemble des règles particulières à appliquer lors de la conduite d'un véhicule automobile par un temps hivernal. Les principales particularités sont liées:
- au risque de diminution de l'adhérence du fait de la neige ou du verglas
- au risque de diminution de la visibilité du fait du brouillard, des précipitations, du givre ou de la buée
- au risque de dysfonctionnement de certains éléments du véhicule par l'effet du froid ou de l'humidité (batterie, essuie-glaces, bougies...).

Les difficultés propres aux routes de montagne (étroitesse, virages serrés, pente, risques d'éboulement sur la chaussée) peuvent s'y surimposer.
En ville, il faut aussi intégrer les difficultés des autres usagers (piétons, 2 roues). Les trottoirs encombrés par des congères ou bourrelets peuvent obliger les piétons à emprunter la chaussée.

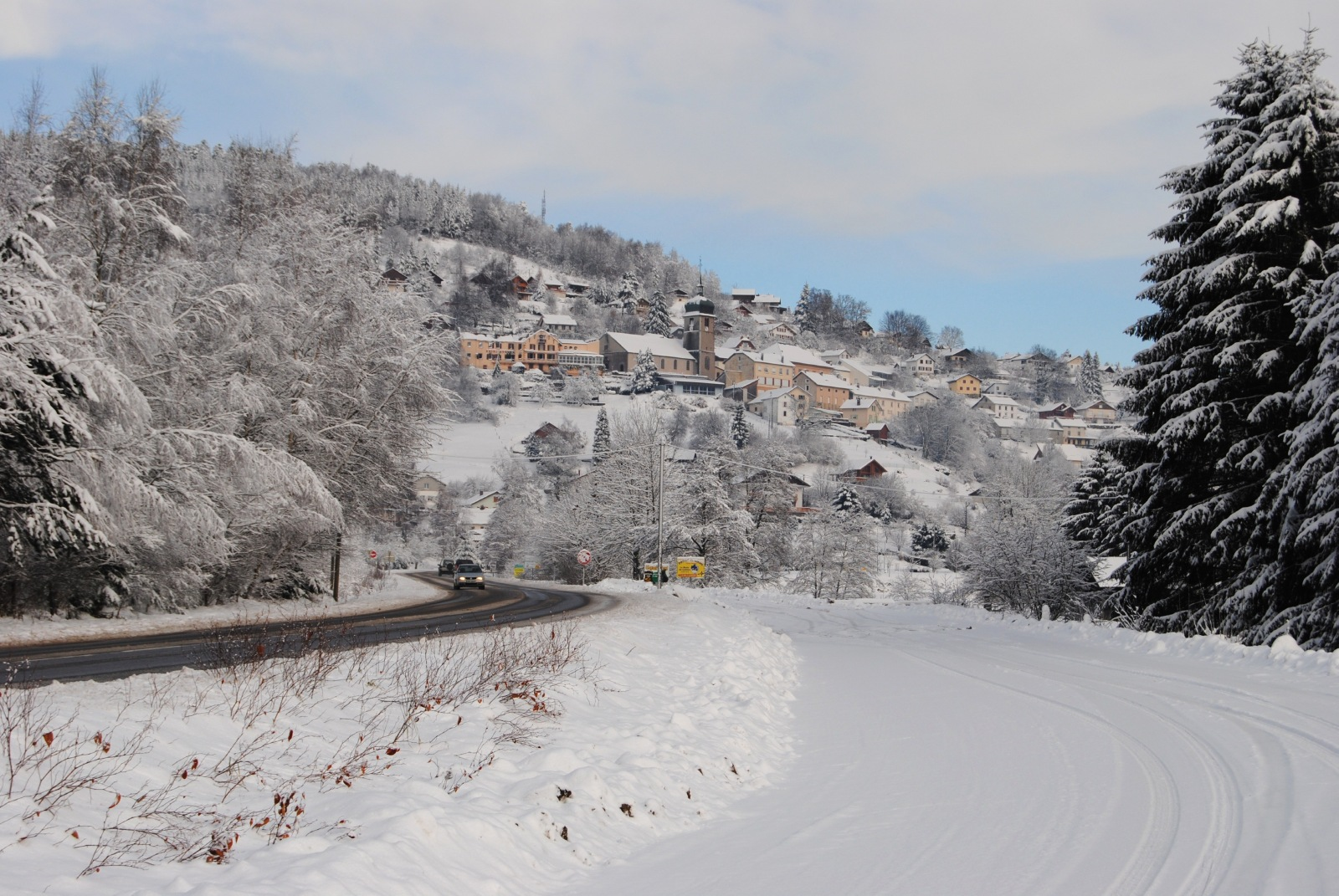
Route enneigée

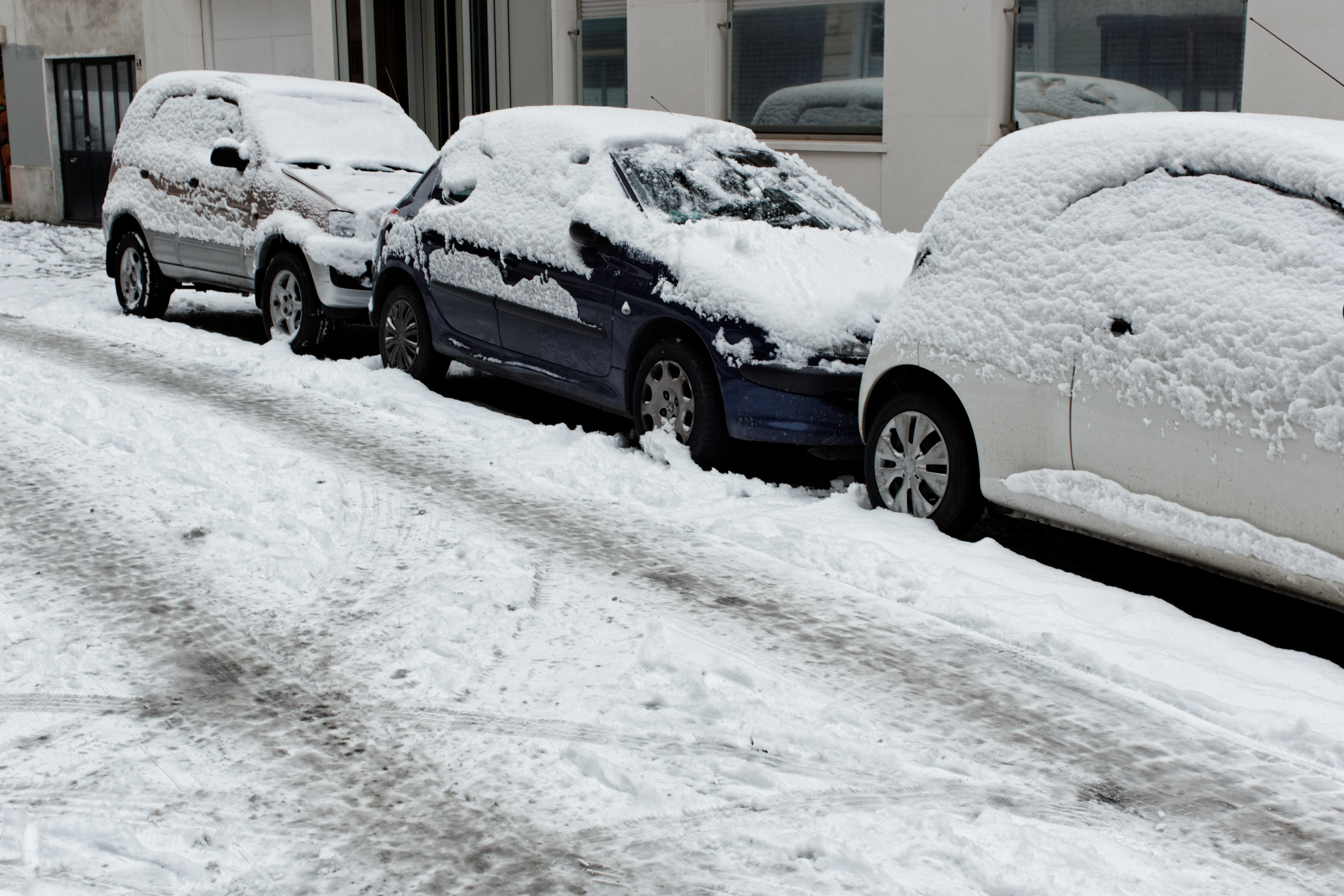
Une rue de Paris enneigée

## Adhérence
La pluie, la neige et le verglas diminuent l'adhérence de la chaussée, qui peut varier brutalement dans certaines circonstances (plaques de verglas ou de neige gelée, congères...) et exige du conducteur prudence et d'anticipation. Des équipements spécifiques (chaines, chaussettes à neige, pneus d'hiver, pneus cloutés...) permettent d'améliorer l'adhérence mais pas de s'affranchir des lois de la physique.

### État de la chaussée

#### Neige
- Congères : certaines parties de la chaussée sont particulièrement exposées aux couches de neige transportée par le vent, qui peuvent se former très rapidement. Deux configurations principales: les chaussées dans les bords de pentes amont et les couloirs à vent.
- Rails dans la couche interface: ceux-ci sont parfois si profond qu'ils sont dangereux. Leur profondeur est très accentué sur les chaussées salées. La fusion est plus importante dans la sous-couche qui reçoit beaucoup de saumure produite par la migration pondérale en profondeur. La pression des pneus provoque en certains endroit l'effondrement par strate et des rails.
- Aquaplanage sur couche de neige transformée: le phénomène est métamorphosé par les états très variables de la couche composée de cristaux et d'eau des « coins d'amorçage » de l'effet d'aquaplanage (« vague » en avant la ligne de contact du pneu).

#### Traitements ponctuels de la chaussée

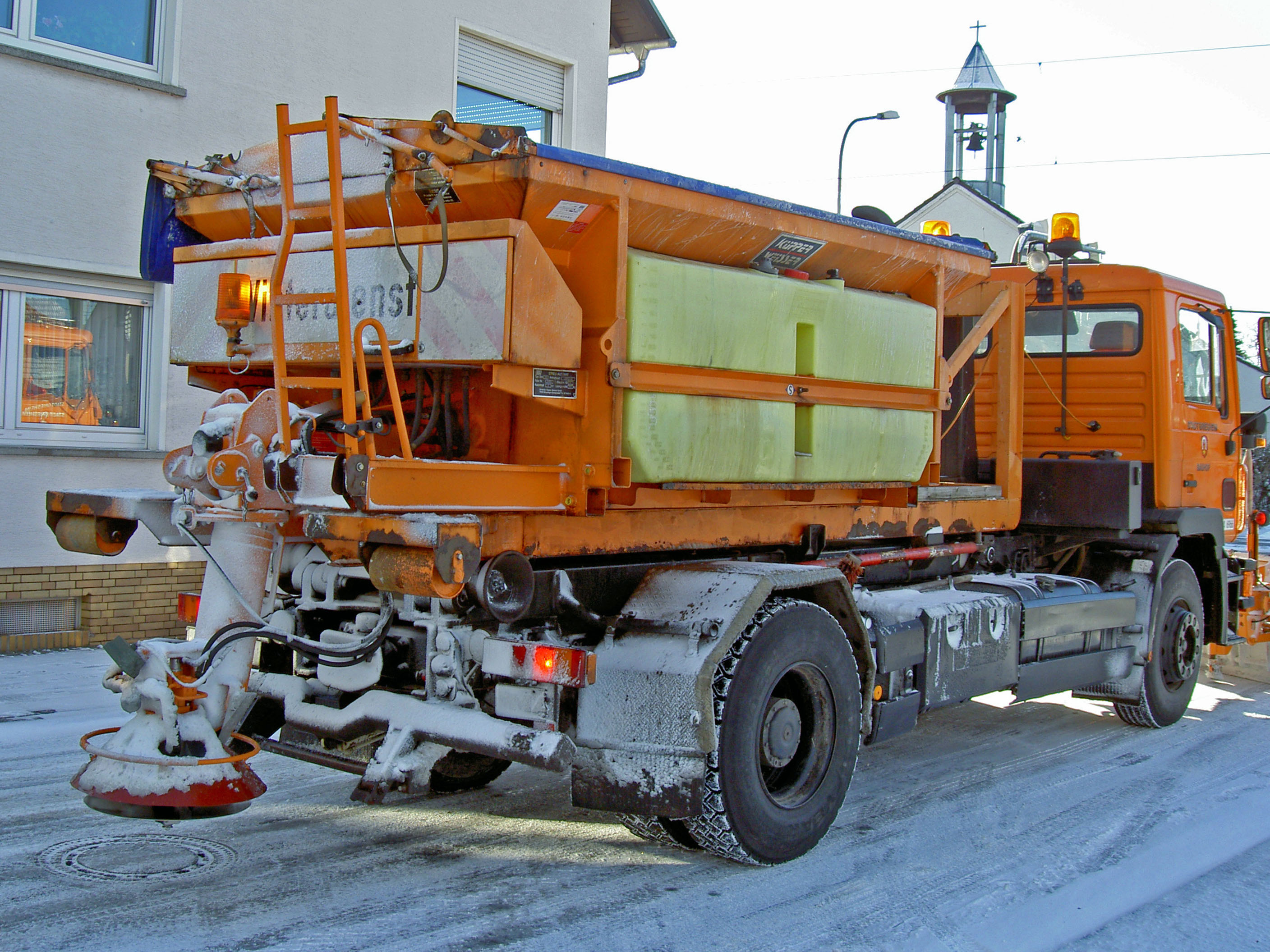
Salage avec une épandeuse.

- Salage
- Graviers et mélanges
- Chasse-neige

##### Routes non-salées
Certaines stations de ski et zones excentrées choisissent de ne pas saler, ce qui présente plusieurs avantages (coût, pollution, continuité de la voie enneigée pour les véhicules équipés de chaînes). Cela requiert en contrepartie un repérage plus fréquent des obstacles (piquets de bord de route) car la chaussée elle-même offre moins de repères visuels.

#### Équipements de la chaussée
- Piquets de repérage de bord de route: certains piquets sont placés uniquement pour les repères de chasse-neige, d'autres permettent à tous les véhicules de rester dans la voie prévue, particulièrement aux endroits sensibles à la formation de congères.
- Barrière de dégel: c'est d'une limitation provisoire de tonnage, afin de protéger autant les fondations de la chaussée que l'enrobé. C'est une réglementation de la circulation routière lors du dégel, qui conduit par concertation sous l'égide des préfectures à éditer la décision et mettre en place la surveillance[1]. Lorsque la température est inférieure à 0 °C, les chaussées du réseau routier ont tendance à gonfler sous l'effet du gel et de l'humidité. Lors du dégel, la capacité de portance du sol est très modifié. Sur route, l'usure du revêtement augmente très rapidement avec celle de la charge à l'essieu. Selon une étude américaine (AASHO Road Test (en)) elle varie comme la puissance quatrième du rapport des charges appliquées sur les essieux. Certains camions à essieux-joints ont un décalage de l'axe de pivotement qui malgré la charge réglementaire sont plus destructeurs des chaussées. Lors de déplacement à vide, pour recentré ce pivotement, les camions complexes ont la capacité de relever un essieu pour supprimer ce ripage destructeur d'un type particulier.

### Adaptation de la conduite
- Freinage
- Changement de direction
- Régime moteur

### Équipements spéciaux

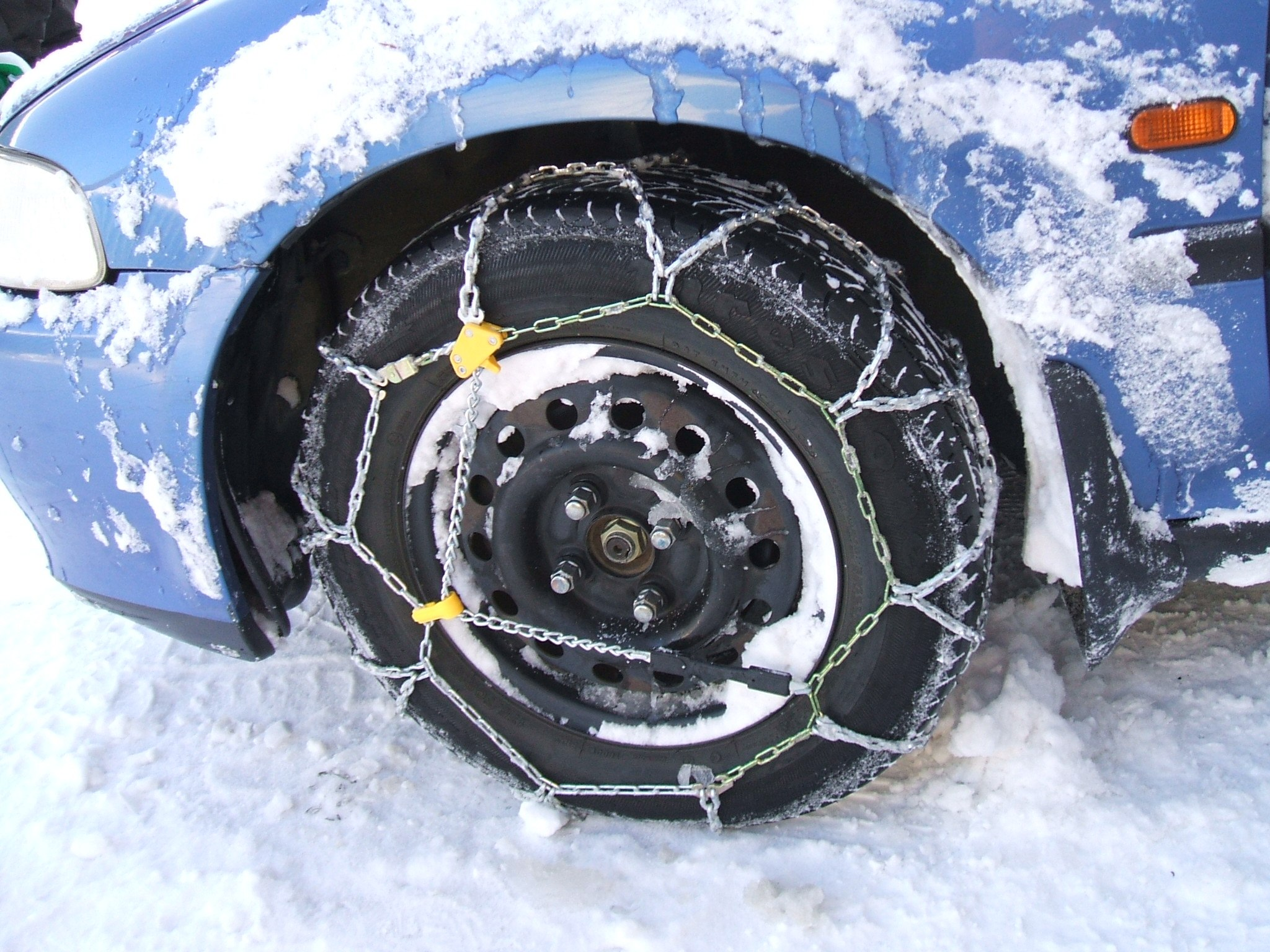
Chaînes à neige

En cas de neige, on peut améliorer l'adhérence en équipant les pneus de chaînes à neige ou en utilisant des pneus cloutés. Cependant, ces équipements ne sont pas utilisables au-delà d'une certaine vitesse, et sont interdits en dehors des zones enneigées (et en particulier sur autoroute) car ils dégradent les chaussées.
- Chaines:
- Chaussettes à neige: (enveloppe textile de recouvrement du pneu pour une adhérence améliorée sur neige) Les flancs ont une élasticité qui assure parfaitement l'auto-centrage. Il faut être attentif à la dimension (adaptation sur plusieurs références). Une partie des marques ont un sens préférentiel de rotation.

L'opération de montage doit être anticipée pour éviter de gêner les autres usagers ou de devoir procéder au montage en situation dangereuse.
Pneus spéciaux:

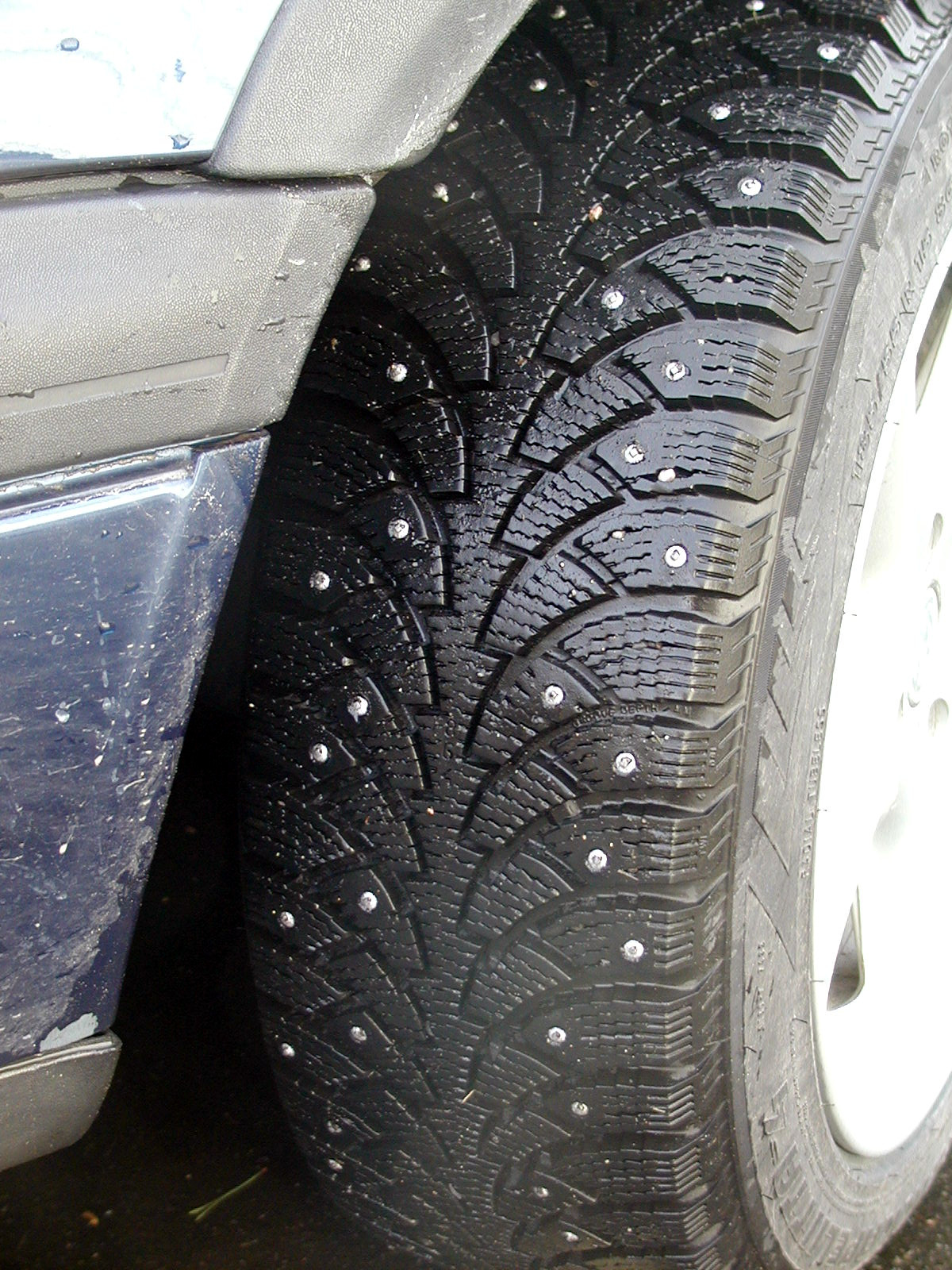
Pneu à crampons.

- Pneus d'hiver dits aussi pneus contact:
- Pneus à clous

En principe les 2 pneus ayant la meilleure adhérence doivent être posés sur l'essieu non tracteur, car le risque d'accident le plus important concerne le décrochage des roues non motrices.

## Visibilité

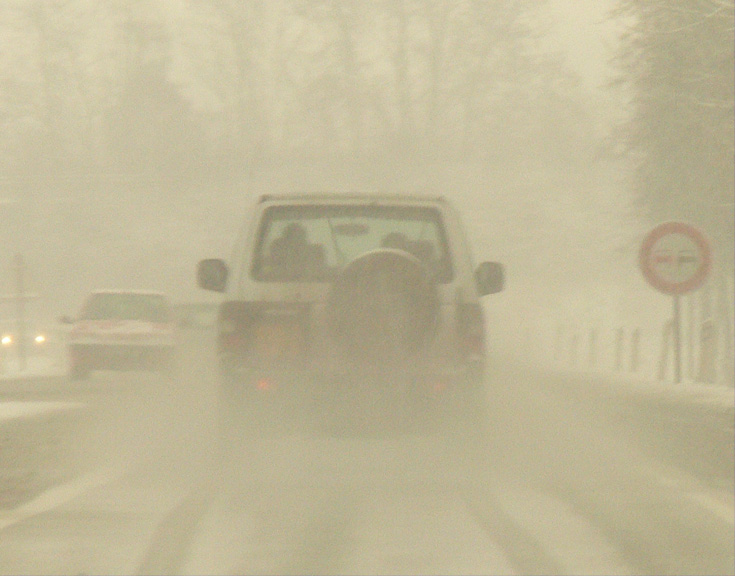
La visibilité est altérée par plusieurs problèmes (condensation, fondant etc)

### Réglementation spécifique

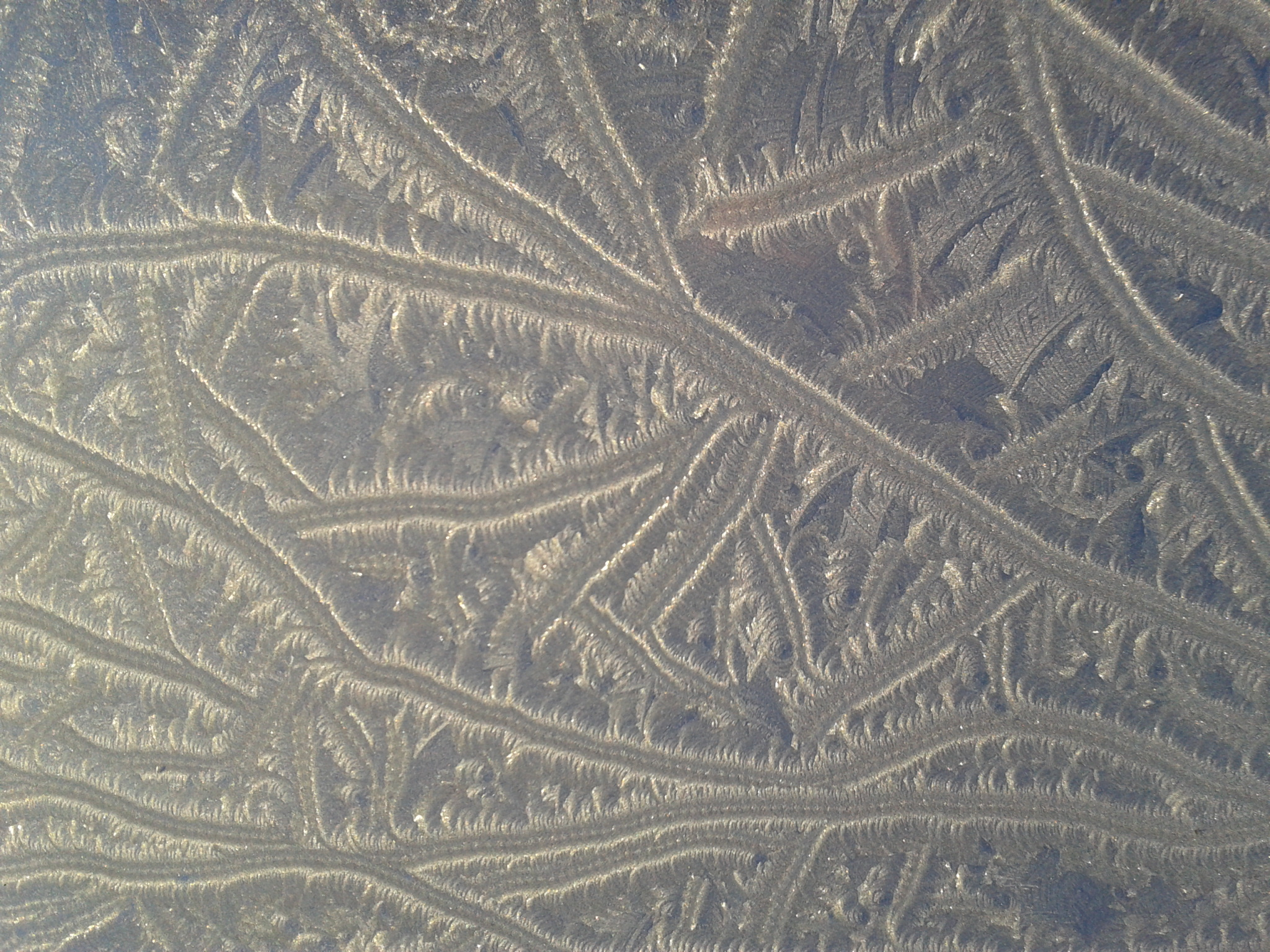
Givre sur un pare-brise

- En France vous avez l'obligation de dégager la vue, notamment en grattant le pare-brise et en vous assurant du bon fonctionnement des essuie-glaces.
- Dans certains pays, la circulation avec un toit encombré est verbalisable.

### Utilisation des phares
La conduite en hiver peut nécessiter l'utilisation des feux anti-brouillard :
- avant en cas de brouillard, de neige et/ou de forte pluie
- arrière en cas de brouillard et/ou de neige uniquement

On peut noter que tous les véhicules ne sont pas équipés de feux anti-brouillard avant, l'arrière étant lui obligatoire.

## Fonctionnement du véhicule
Les principaux problèmes sont liés au froid et à l'humidité, notamment le matin, et concernent la batterie, les essuie-glaces, le carburant (risque de formation de cristaux notamment pour le diesel) et les autres liquides, le moteur et l'allumage, et les serrures des portières.
On peut s'en prémunir en abritant le véhicule (garage, bâche, mur protégeant du vent ou restituant la chaleur emmagasinée), en s'assurant du bon état des éléments vulnérables (batterie, bougies, balais d'essuie-glaces) ou par des équipements spéciaux (antigels, carburants spécial froid, bombes pour les serrures, équipements permettant de réchauffer le moteur avant le démarrage...). 

### Batterie
Une batterie au plomb a une durée de vie limitée. Si la batterie commence à donner des signes de faiblesse, il faut la remplacer avant que le froid arrive. Le rendement d'une batterie diminue quand la température est basse.
S'il fait très froid et si l'on roule rarement il faut la mettre en charge de temps en temps.

### Essuie-glaces
Non seulement les essuie-glaces sont plus sollicités l'hiver mais le froid rend le caoutchouc moins souple. Il est donc nécessaire de les remplacer au moindre signe de perte d'efficacité. Par ailleurs il vaut mieux éviter de les utiliser lorsque le pare-crise est gelé.

### Carburant
Le carburant pour Diesel de mauvaise qualité contient de éléments qui gèlent à basse température et peuvent boucher les injecteurs voire le filtre à gasoil.

### Liquides
Vérifier que tous les fluides (liquide lave glace, liquide refroidissement, etc. sont à mème de supporter les températures que vous allez rencontrer (entre autres si vous allez en montagne.

### Moteur et allumage

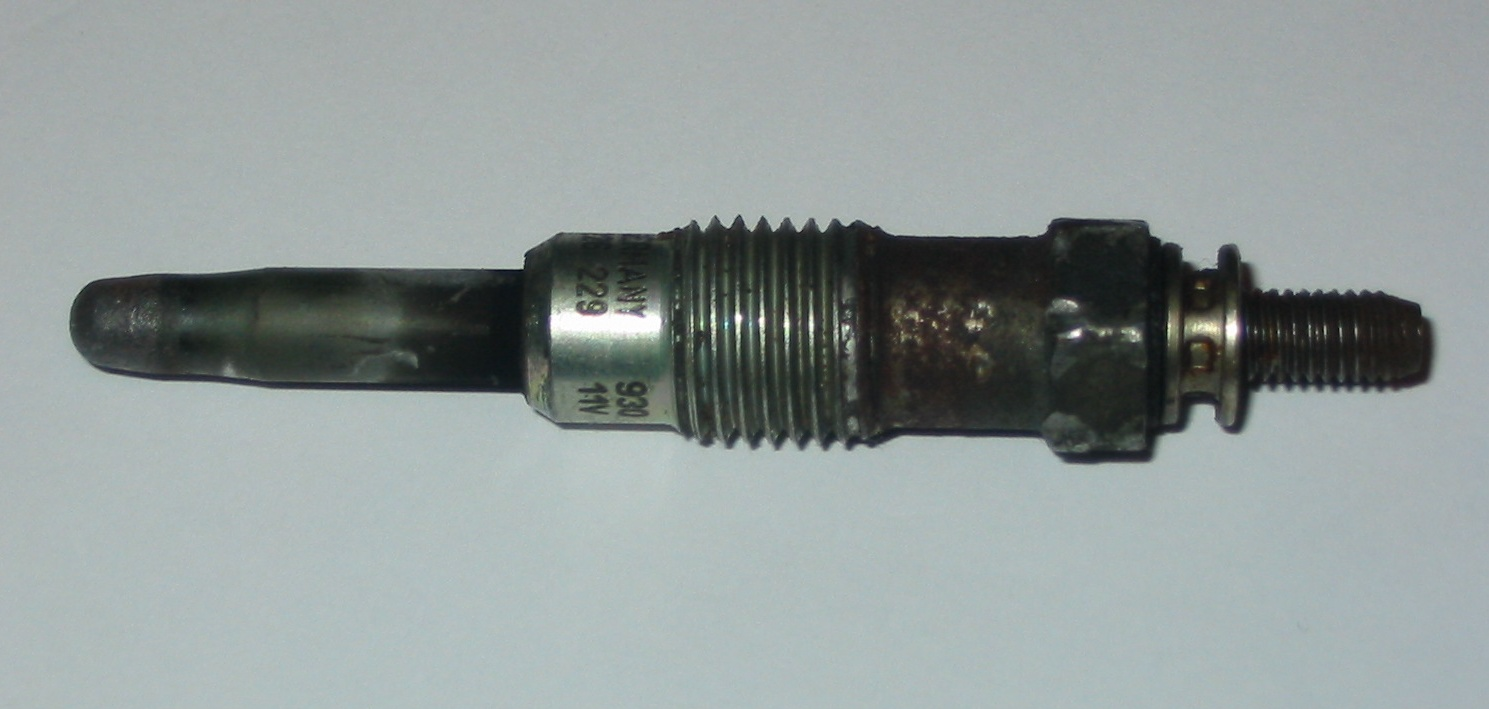
Bougie de préchauffage.

- Bougies de préchauffage: Elles jouent un rôle important par temps froid. Les moteurs modernes démarrant sans problème même avec des bougies de préchauffage mortes quand la température est positive (l'élévation de température lors de la course de compression suffit), on ne s'aperçoit souvent de leur absence qu'en montagne.

Réchauffage avant démarrage: 
- Il existe de petits poêles pétrole à catalyse (sans flamme) qui se glissent sous le véhicule pour remonter la température. Ils produisent une chaleur très douce et nécessitent donc du temps pour agir.
- Une couverture électrique peut aussi faire l'affaire, mais nécessite une rallonge.

## Allongement de la nuit
La plus longue durée de la nuit et les horaires d'hivers peuvent favoriser l'accidentalité routière.
En France la mortalité nocturne des piétons et des cyclistes augmente durant les quatre mois d'hivers.